# パラドックス ワールド
『パラドックス ワールド 』は、わーすたの2枚目 のアルバム。2017年10月18日にiDOL Streetから発売された。4thシングル『最上級ぱらどっくす』と同日発売となる。

## 概要
「CD+Blu-ray+スマプラミュージック&ムービー盤」、「CD+スマプラミュージック盤」、「ミュージックカード盤」の6形態(イベント会場限定/mu-moショップ限定商品)の3種8形態で発売。
2017年8月26日に横浜アリーナで開催された「@JAM EXPO 2017」で、わーすたのライブ中に本作と4thシングル『最上級ぱらどっくす』の同時発売が発表され、8月29日にテレビアニメ『アイドルタイムプリパラ』終了後、公式HP上で詳細が公表された。
CDの収録曲は、同日発売となった4thシングルのタイトルトラック『最上級ぱらどっくす』と、1stシングルから3rdシングルに収録された曲のうち1stアルバム『The World Standard』に収録されていた「いぬねこ。青春真っ盛り」を除く7曲、さらに、本作が発売されるまでにライブで披露されていた4曲の計12曲が収録されている。
Blu-rayには2017年4月22日にZepp DiverCity (TOKYO)で行われたフルバンドライブ『The World Standard 〜夢があるからついてきてね〜』の模様と、1stシングルから3rdシングルのBlu-ray Discに収録されたMusic Videoが収録されている(『グーチョキパンツの正義さん　LIVE VIDEO@SHIBUYA TSUTAYA O-WEST Final 2016.12.11』は除く)。また、スマプラムービーのPINコードが封入されていて、Blu-rayの映像をスマートフォンにダウンロードすることが可能である。配信サイトではMusic Videoのみが販売されているので、フルバンドライブの映像をスマートフォンだけで見るにはこのスマプラムービーが唯一の方法となる。なお、ライブ音源に関しては「The World Standard 〜夢があるからついてきてね〜 @Zepp DiverCity(TOKYO) 2017.4.22」のタイトルでライブアルバムとして独立させ配信された。

### The World Standard 〜夢があるからついてきてね〜
2017年4月22日にZepp DiverCity (TOKYO)で行われたフルバンドライブ『The World Standard 〜夢があるからついてきてね〜』は、わーすたのワンマンライブでは初のバンド形式で行われた。このライブのために「NEKONOTE BAND」が結成された。メンバーはむらたたむ(Dr)、岩永真奈(Ba)、瀬川千鶴(Gt)、そしてバンドマスターの岸田勇気(Key)の4人で、アコースティックバージョンで演奏される曲も彼らが担当した。但し、バンド演奏にはなじまない曲もあり、それらはプロデューサーの鈴木まなか自身がDJ Mixの形で生演奏した。

## 収録曲

### CD・スマプラミュージック・ミュージックカード
1. 恋するにゃこたん 〜フリもフラレもあなたのまま〜
作詞：鈴木まなか・渡邉シェフ、作曲：鈴木まなか・SI.V、編曲：サイトウリョースケ
  - 初音源化
  - 2017年6月23日に新宿ReNYで開催された定期ライブ『わーすたランド わ-6』で初披露[4]。
2. Just be yourself
作詞：鈴木まなか、作曲・編曲：Kon-K
  - 3rdシングル
  - 2017年3月9日にTSUTAYA O-EASTで開催された『MARQUEE祭 Vol.2』で初披露[5]。
3. 最上級ぱらどっくす
作詞：鈴木まなか・渡邉シェフ、作曲：安藤啓希・須藤隼太、編曲：岸田勇気
  - 4thシングル
  - 2017年10月3日にテレビ東京系列局で放送された『アイドルタイムプリパラ』で初披露となった[6]。
  - ライブでの初披露は2017年10月18日にHMV&BOOKS TOKYOで行われた『4th Single「最上級ぱらどっくす」 & 2nd Album「パラドックス ワールド」リリースイベント』となった[7]。
4. Magical Word
作詞：鈴木まなか、作曲：鈴木まなか・Hiroki Sagawa、編曲：Hiroki Sagawa
  - 初音源化
  - 2017年3月29日に渋谷WWW Xで開催された定期ライブ『わーすたランド わ-5』で初披露[8]。
5. ねぇ愛してみて
作詞：鈴木まなか、作曲：鈴木まなか・7th Avenue、編曲：7th Avenue
  - 初音源化
  - 2017年4月22日にZepp DiverCity(TOKYO)で開催された『The World Standard ～夢があるからついてきてね～』でアコースティックVer.として初披露[9]。
  - 2017年6月23日に新宿ReNYで開催された定期ライブ『わーすたランド わ-6』でスタジオレコーディングアレンジを初披露。また、改めて振り落としを行っている[10]。
  - CDにはスタジオレコーディングアレンジが収録されている。
6. Stay with me baby
作詞：鈴木まなか、作曲：原田峻輔・児山啓介・大智、編曲：原田峻輔
  - 初音源化
  - 2017年4月22日にZepp DiverCity(TOKYO)で開催された『The World Standard ～夢があるからついてきてね～』で初披露[9]。
7. ゆうめいに、にゃりたい。
作詞：鈴木まなか、作曲：鈴木まなか・Hiroki Sagawa、編曲：Hiroki Sagawa
  - 2ndシングル
  - 2016年12月11日にTSUTAYA O-WESTで開催された『わーすた 完全なるライブハウスツアー2016 〜猫耳捨てて走り出すに゛ゃー〜』の夜の部で初披露[11]。
  - シングルバージョンとは異なり、イントロのドラマ部分がカットされている。
8. NEW にゃーくにゃくにゃ水族館2
作詞：鈴木まなか、作曲：鈴木まなか・u.z.、編曲：u.z.
  - 3rdシングルのc/w
  - 2016年10月22日に広島・セカンドクラッチで開催された『わーすた 完全なるライブハウスツアー2016 〜猫耳捨てて走り出すに゛ゃー〜』で初披露[12]。
9. ぱわわわわん!!! パワーパフ ガールズ
作詞・作曲：鈴木まなか、編曲：Carlos K.
  - 1stシングルのc/w
  - 2016年6月17日に東京ソラマチで開催された『パワーパフガールズ』のイベントで初披露された[13]。
10. グーチョキパンツの正義さん
作詞：鈴木まなか、作曲：鈴木まなか・サイトウリョ－スケ、編曲：サイトウリョ－スケ
  - 2ndシングルのc/w
  - 2016年9月3日にTSUTAYA O-EASTで開催された定期ライブ『わーすたランド わ-3』で初披露[14]。
11. 完全なるアイドル
作詞：鈴木まなか、作曲：鈴木まなか・Hiroki Sagawa、編曲：Hiroki Sagawa
  - 1stシングル
  - 2016年8月6日に「TOKYO IDOL FESTIVAL 2016」の会場で初披露された[15]。
12. 約束だから
作詞：鈴木まなか、作曲：鈴木まなか・Hiroki Sagawa、編曲：サイトウリョースケ
  - 3rdシングルのc/w
  - 2016年10月22日に広島・セカンドクラッチで開催された『わーすた 完全なるライブハウスツアー2016 〜猫耳捨てて走り出すに゛ゃー〜』で初披露[12]。

### Blu-ray Disc・スマプラムービー
The World Standard 〜夢があるからついてきてね〜 @Zepp DiverCity(TOKYO) 2017.4.22
1. Overture
作詞・作曲・編曲：鈴木まなか
  - iDOL Streetのアルバムでは最初にOverture(出囃子)を置くことが慣例となっているが、本作でもその慣例を破りOvertureをCDに収録しなかった。
2. いぬねこ。青春真っ盛り
3. 完全なるアイドル
4. グーチョキパンツの正義さん
5. ゆうめいに、にゃりたい。
6. Doki Doki♡today
7. にこにこハンブンコ
8. ぱわわわわん!!! パワーパフ ガールズ
  - 2017年9月16日にTSUTAYA O-EASTで開催された定期ライブ『わーすたランド わ-7』で振付が変わったが、映像には変わる前の振付で入っている[16]。
  - Blu-ray DiscにはDJ Mix Ver.が収録されている。
9. NEW にゃーくにゃくにゃ水族館2
  - Blu-ray DiscにはDJ Mix Ver.が収録されている。
10. Magical Word
  - Blu-ray DiscにはDJ Mix Ver.が収録されている。
11. ねぇ愛してみて
  - Blu-ray DiscにはアコースティックVer.が収録されている。
12. らんらん・時代
  - Blu-ray DiscにはアコースティックVer.が収録されている。
13. Zili Zili Love
  - Blu-ray DiscにはアコースティックVer.が収録されている。
14. 好きな人とか居ますか
  - Blu-ray DiscにはアコースティックVer.が収録されている。
15. Just be yourself
16. ワンダフル・ワールド
17. うるとらみらくるくるふぁいなるアルティメットチョコびーむ
18. Stay with me baby
19. ちいさな ちいさな
20. 約束だから

Music Video
1. 完全なるアイドル <Music Video>
2. ぱわわわわん!!! パワーパフ ガールズ <Music Video>
3. ゆうめいに、にゃりたい。 <Music Video>
4. Just be yourself (2nd Edition) <Music Video>
  - 公式サイトには「2nd Edition」とは明記されていない。3rdシングル「Just be yourself」の通常盤のBlu-rayに収録されているMusic Videoとは異なるバージョンが収録されている。
5. 最上級ぱらどっくす <Music Video>

## 音楽配信

### 先行配信
今回は3rdシングル『Just be yourself』を配信していたダウンロード型もしくはストリーミング型の各サービスで一斉に、『パラドックス ワールド』の発売予定日より約1か月早い9月20日未明に『恋するにゃこたん 〜フリもフラレもあなたのまま〜』のみ先行配信を行った。但し、先行配信ではMVおよびハイレゾ音源は配信されなかったため、「e-onkyo music」、「groovers」は先行配信を行えなかった。
なお、10月4日には4thシングル『最上級ぱらどっくす』からの単曲先行という形で『最上級ぱらどっくす』が先行配信された。詳細は『最上級ぱらどっくす』の音楽配信を参照。

### 本配信
CDの発売日にあたる10月18日に「CD+スマプラミュージック盤」のCDに収録されている12曲が配信開始。同時にハイレゾ音源も配信開始された。アルバムでハイレゾ音源が配信されるのは本作からである。
世界初のスマホ向けアニソン定額配信サービス「ANiUTa」で、アニメソングであるはずなのに未配信だった「ぱわわわわん!!! パワーパフ ガールズ」、「グーチョキパンツの正義さん」が配信されるようになった。
公式発表はなかったが、うたパスにわーすたのプレイリストが開設され、本作からは「恋するにゃこたん 〜フリもフラレもあなたのまま〜」が登録された。
一部を除き、どのサービスも「CD+スマプラミュージック盤」のCDに収録されている12曲が配信されている。
太字の配信サービスはハイレゾ音源を配信している。

### ライブ音源配信
CDの発売日にあたる10月18日に「CD+Blu-ray+スマプラミュージック&ムービー盤」のBlu-rayに収録されている「The World Standard 〜夢があるからついてきてね〜 @Zepp DiverCity(TOKYO) 2017.4.22」のうちライブ音源のみを一つのライブアルバムとして独立させ配信開始した。同時にハイレゾ音源も配信開始した。
ライブ映像作品から音源のみを一つのライブアルバムとして独立させ配信するのは、「完全なるライブハウスツアー2016 〜猫耳捨てて走り出すに゛ゃー〜」で既に行われているが、ライブ音源をハイレゾ音源で配信するのは本作が初めてである。これに関して音楽ディレクターはTwitter上で、「Blu-ray と同じ、サンプリング周波数48kHz・量子化ビット数24bitで配信しています。 ちなみに、観客の声も専用マイク6本でRECしており、歌とミュージシャンの生演奏トラックとミキシングしているので、ガチなノイズはありません。ハイレゾ対応機器で臨場感をお楽しみ下さい。」と説明している。なお、このライブアルバムのジャケットに使用されている写真は、当日ライブ会場等で販売されたパンフレットの表紙の写真を使用している。
世界初のスマホ向けアニソン定額配信サービス「ANiUTa」では本作から「グーチョキパンツの正義さん」のみが配信される。
一部を除き、どのサービスも「CD+Blu-ray+スマプラミュージック&ムービー盤」のBlu-rayに収録されている20曲が配信されている。
太字の配信サービスはハイレゾ音源を配信している。

## イベント
広島地区でのリリースイベントを行っていたHMV広島本通が2017年8月28日で閉店したため、本作では広島地区でのリリースイベントをタワーレコード広島店で行うことになった。わーすたにとってタワーレコードでリリースイベントを行うのは極めて異例である(過去に例がない)。
この期間は「わーすた LIVE TOUR 2017 パラドックス ワールド」の開催期間でもあり、週末はある地区に遠征してライブかリリースイベントのどちらかを行うとという状況であった。
| 日程           | 公演名 | 会場                                                          | 備考                                                                     |
| -------------- | --- | ------------------------------------------------------------- | ------------------------------------------------------------------------ |
| 2017年10月18日 | 4th Single「最上級ぱらどっくす」 & 2nd Album「パラドックス ワールド」リリースイベント | HMV&BOOKS TOKYO 7階                                           | イベント内容は公式HP参照。                                               |
| 2017年10月20日 | 4th Single「最上級ぱらどっくす」 & 2nd Album「パラドックス ワールド」リリースイベント | アーバンドック ららぽーと豊洲 シーサイドデッキ メインステージ | イベント内容は公式HP参照。                                               |
| 2017年10月23日 | 4th Single「最上級ぱらどっくす」 & 2nd Album「パラドックス ワールド」リリースイベント | HMV仙台E BeanS                                                | イベント内容は公式HP参照。                                               |
| 2017年11月4日  | 4th Single「最上級ぱらどっくす」 & 2nd Album「パラドックス ワールド」リリースイベント | HMV札幌ステラプレイス                                         | イベント内容は公式HP参照。                                               |
| 2017年11月11日 | 4th Single「最上級ぱらどっくす」 & 2nd Album「パラドックス ワールド」リリースイベント | タワーレコード広島店                                          | イベント内容は公式HP参照。                                               |
| 2017年11月19日 | 4th Single「最上級ぱらどっくす」 & 2nd Album「パラドックス ワールド」リリースイベント | HMV栄                                                         | イベント内容は公式HP参照。                                               |
| 2017年11月26日 | 4th Single「最上級ぱらどっくす」 & 2nd Album「パラドックス ワールド」リリースイベント | HMV三宮VIVRE                                                  | イベント内容は公式HP参照。                                               |
| 2017年12月1日  | 4th Single「最上級ぱらどっくす」 & 2nd Album「パラドックス ワールド」リリースイベント | HMV&BOOKS HAKATA                                              | イベント内容は公式HP参照。                                               |
| 2017年12月1日  | 4th Single「最上級ぱらどっくす」 & 2nd Album「パラドックス ワールド」リリースイベント | キャナルシティ博多 サンプラザステージ                         | イベント内容は公式HP参照。                                               |
| 2017年9月18日  | 4th Single「最上級ぱらどっくす」 & 2nd Album「パラドックス ワールド」発売記念 mu-moショップスペシャルイベント “The World Standard 〜夢があるからついてきてね〜 @Zepp Diver City”ライブビューイングイベント | 国立音楽院 KMAパラダイスホール                                | イベント内容は公式HP参照。                                               |
| 2017年10月28日 | 4th Single「最上級ぱらどっくす」 & 2nd Album「パラドックス ワールド」発売記念 mu-moショップスペシャルイベント                                                                                              | プレミアヨコハマ プレミアホール                               | 個別握手会、個別撮影会、グループ撮影会他。イベント内容詳細は公式HP参照。 |
| 2017年12月23日 | 4th Single「最上級ぱらどっくす」 & 2nd Album「パラドックス ワールド」発売記念 mu-moショップスペシャルイベント                                                                                              | 国立音楽院 KMAパラダイスホール                                | 個別握手会、個別撮影会、グループ撮影会他。イベント内容詳細は公式HP参照。 |

さらに、10月6日から10月18日までコラボカフェ「わーすた presents 最上級ぱらどっくすCafe」を神宮前の「AREA-Q」で期間限定でオープンする。